# Neanivka, Malîn
Neanivka (în ucraineană Нянівка) este un sat în comuna Ivanivka din raionul Malîn, regiunea Jîtomîr, Ucraina.

## Demografie
Componența lingvistică a localității Neanivka
     Ucraineană (98,18%)
     Rusă (1,82%)
Conform recensământului din 2001, majoritatea populației localității Neanivka era vorbitoare de ucraineană (98,18%), existând în minoritate și vorbitori de rusă (1,82%).